# Gabriela Montero

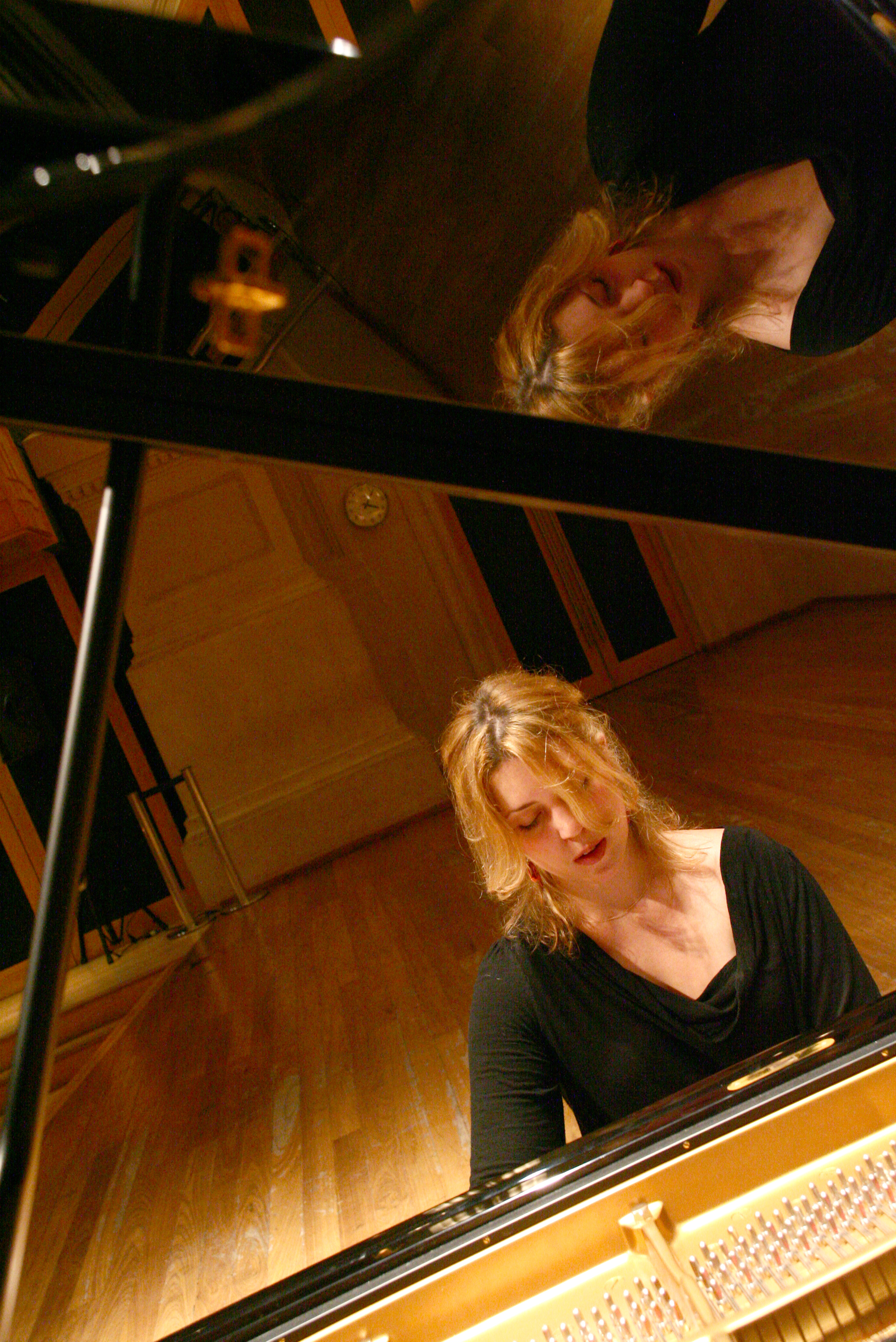
Gabriela Montero (2007)

Gabriela Montero (Caracas, 10 mei 1970) is een Venezolaans-Amerikaanse pianiste die bekend is om haar improvisaties van complexe muziekstukken op thema's voorgesteld door haar publiek en andere inspiratiebronnen, alsmede om haar vertolkingen van het standaard klassieke repertoire.

## Biografie
Montero werd geboren in Caracas, Venezuela, als dochter van een Amerikaanse moeder en een Venezolaanse vader. Toen ze zeven maanden oud was, begon ze met pianospelen, eerst met enkel de rechterwijsvinger, maar toen ze vijftien maanden oud was kon ze al gekende wijsjes naspelen. Drie maanden later, nog voor ze kon praten, had ze zichzelf het Venezolaanse volkslied al aangeleerd.
Montero vatte haar formele piano-opleiding aan op vierjarige leeftijd en gaf haar eerste openbare concert al toen ze vijf jaar oud was. Op haar achtste debuteerde ze in het Nationaal Theater in Caracas, met het Pianoconcerto in D van Haydn met het Orquesta Nacional Juvenil de Venezuela onder leiding van José Antonio Abreu. Op negenjarige leeftijd ontving ze een beurs van de Venezolaanse staat om te gaan studeren in de Verenigde Staten. Van 1990 tot 1993 studeerde ze aan de Royal Academy of Music in Londen bij Hamish Milne. In 1995 won ze de derde prijs van de dertiende International Chopin Piano Competition.

## Concerten
Montero vraagt haar publiek, zowel in de context van een recital als een concerto, om melodieën aan te brengen als basis voor improvisaties. Soms suggereert het orkest ook een thema. "Als ik improviseer," stelt Montero, "maak ik een heel unieke manier contact met het publiek - en zij met mij. Omdat improvisatie zo'n groot onderdeel is van wie ik ben, is dat de meest natuurlijke en spontane manier waarop ik mezelf kan uitdrukken. Ik improviseer al sinds de eerste keer dat mijn handen de toetsen aanraakten, maar ik hield dat onderdeel van mijn pianospel vele jaren verborgen."
Montero deelde het podium met het New York Philharmonic; debuteerde met Lorin Maazel, Los Angeles Philharmonic in de Hollywood Bowl; Philharmonia Orchestra in de Royal Festival Hall; Rotterdam Philharmonisch Orkest in De Doelen; en NDR Hanover op het Bergen Festival. Ze gaf recitals op het Edinburgh Festival, Vienna Konzerthaus, Klavier-Festival Ruhr, de Kölner Philharmonie, Tonhalle Düsseldorf, Konzerthaus Berlin, Alte Sendersaal Frankfurt, Kennedy Centre Washington D.C., en het 'Progetto Martha Argerich' Festival in Lugano waar ze jaarlijks te gast is.
Montero speelde John Williams' Air and Simple Gifts met Itzhak Perlman, Yo-Yo Ma, en Anthony McGill voor de inauguratie van president Barack Obama op 20 januari 2009. Deze werd twee dagen voordien opgenomen omwille van bezorgdheden over de effecten van het koude weer op de instrumenten.

## Bekroonde cd-releases
Voor haar cd Bach and Beyond (2006) met improvisaties op Bach-thema's ontving Montero de "Choc de la musique de l'année" in 2006. Ze kreeg de Keyboard Instrumentalist of the Year prijs op de ECHO Preis in München. In 2007 kreeg ze ook de Klassik-ohne-Grenzen prijs voor Bach and Beyond. In 2009 werd haar album Baroque dan weer genomineerd voor een Grammy in twee categorieën (Best Crossover en Best Producer). Een recentere opname uit 2015, waarop ze ook haar eigen compositie Ex Patria voor piano en orkest uitvoert, won de Grammy voor Best Classical Album op de Latin Grammy Awards van 2015.

## Composities
- Ex Patria, voor piano en orkest, opus 1
- Pianoconcerto nr 1, 'Latin Concerto', opus 2
- Babel voor piano en strijkorkest, opus 3

## Discografie
- Gabriela Montero: Montero: Pianoconcerto nr 1; Ravel: Pianoconcerto in G, M83 (Orchid Classics, 2019)
- Gabriela Montero: Rachmaninov: Pianoconcerto nr 2, opus 18; Montero: Ex Patria, opus 1 en improvisaties (Orchid Classics, 2015)
- Gabriela Montero: Solatino (EMI Classics, 2010)
- Gautier Capuçon en Gabriela Montero: Rachmaninov: Rhapsody, Prokofjev: Cellosonates (Virgin Classics, 2008)
- Gabriela Montero: Baroque (EMI Classics, 2007)
- Gabriela Montero: Chopin: Piano Works (Palexa, 2007)
- Gabriela Montero: Bach and Beyond (EMI Classics, 2006)
- Gabriela Montero: Gabriela Montero en Concert à Montreal (Palexa, 2006)
- Gabriela Montero: Piano Recital (EMI Classics, 2005)